# Gare de La Boisse
La gare de La Boisse était une halte ferroviaire française de la Lyon-Perrache - Genève, située sur le territoire de la commune de La Boisse, dans le département de l'Ain, en région Auvergne-Rhône-Alpes. 
Depuis quelques années[Quand ?], le point d'arrêt SNCF est fermé au trafic voyageur.

## Situation ferroviaire
Établie à 188 mètres d'altitude, la halte (fermée) de La Boisse est située au point kilométrique (PK) 23,179 de la ligne de Lyon-Perrache à Genève (frontière), entre les gares de Beynost et de Montuel.

## Historique
La section de ligne, entre Lyon-Perrache et Ambérieu, par La Boisse, est ouverte le 23 juin 1856 par la Compagnie des chemins de fer de Paris à Lyon et à la Méditerranée (PLM).
La halte de La Boisse est mise en service le 29 mai 1894 par la compagnie du PLM, entre la station de Beynost et la gare de Montluel . Elle est ouverte « au service des voyageurs sans bagages et des chiens avec billets transportés par les trains légers circulant entre Lyon-Perrache 1, Lyon-Brotteaux d'une part et Ambérieu d'autre part ».

## Patrimoine ferroviaire

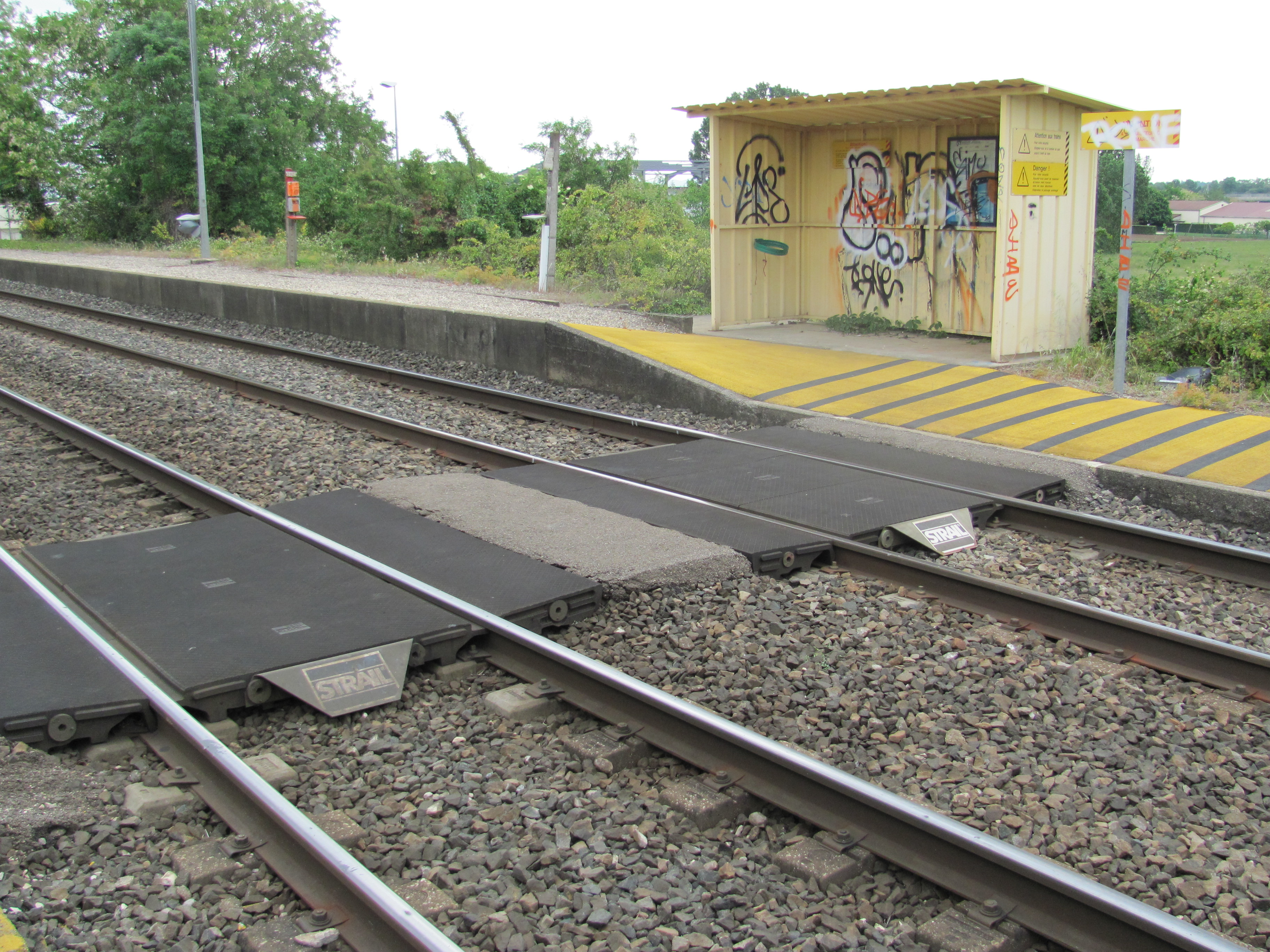
Vue des voies, d'un quai et d'un ancien abri « voyageurs »

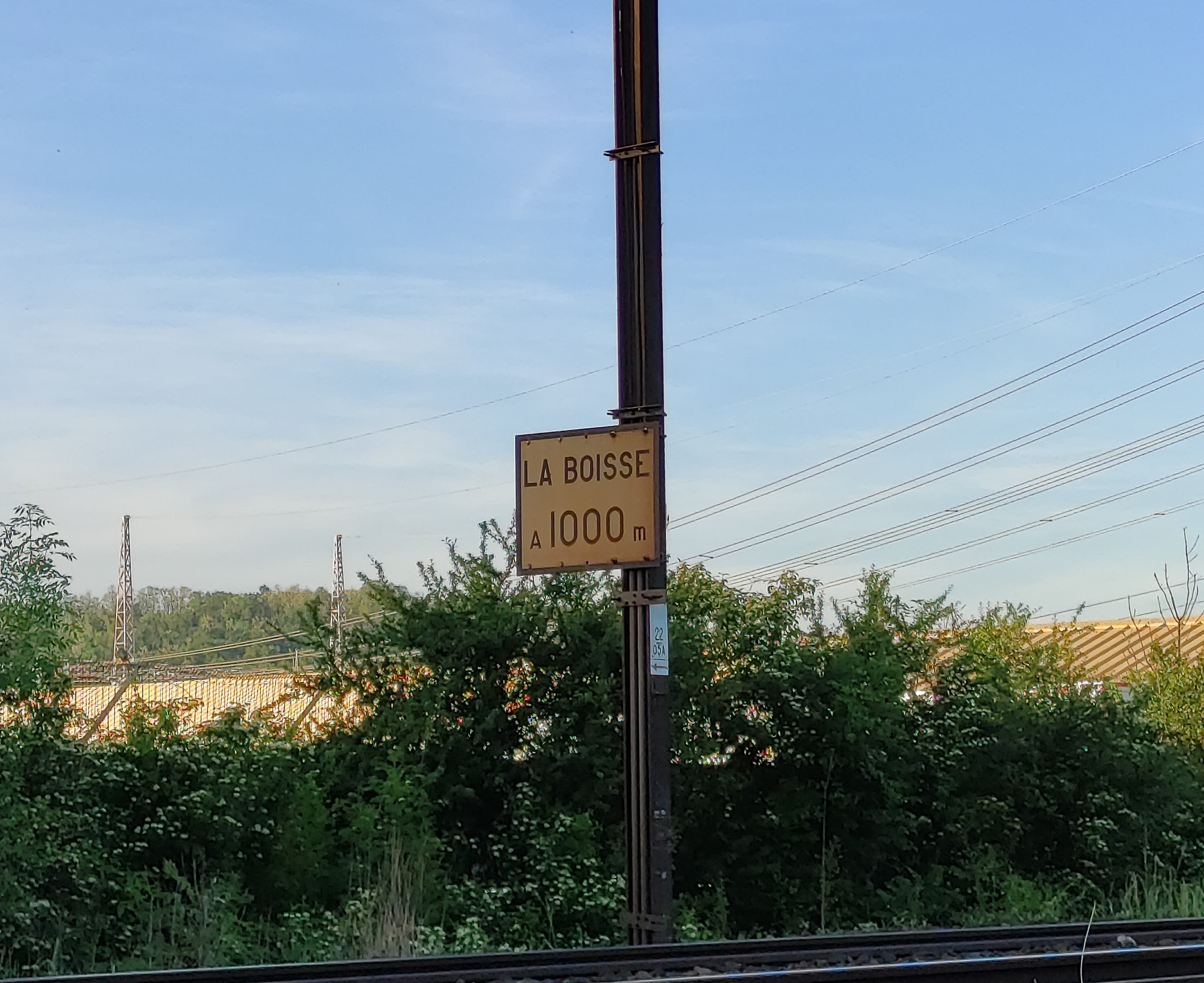
Panneau situé au bord des voies indiquant aux conducteurs la gare de La Boisse à 1000m.